# Bonaria (Cagliari)
Bonaria è un quartiere di Cagliari di 8 347 abitanti.

## Storia

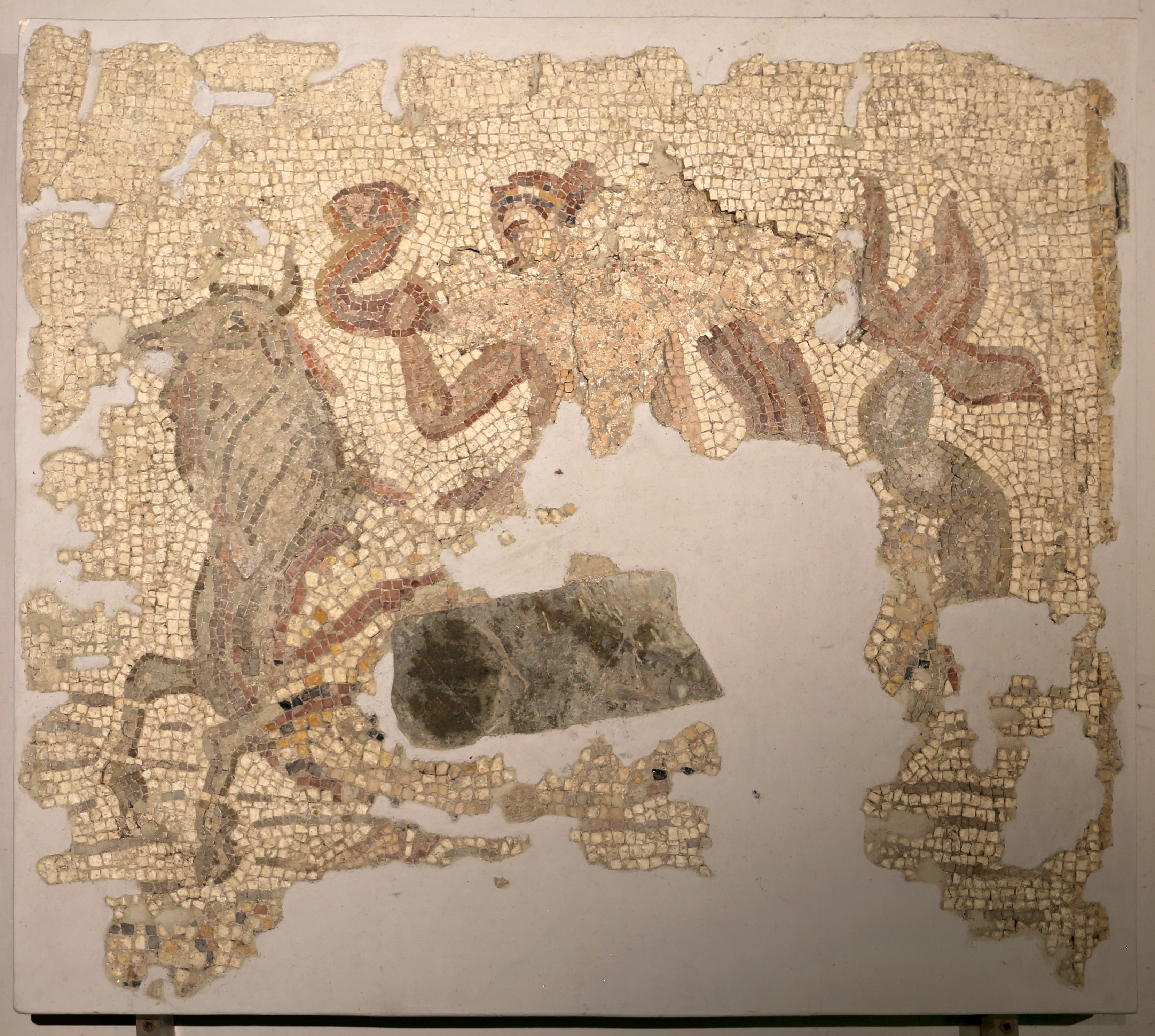
Mosaici frammentari dal pavimento del frigidarium delle terme della villa romana presso Nostra Signora di Bonaria

L'area dell'attuale quartiere di Bonaria era abitato già da prima dei Punici; i Cartaginesi nel colle omonimo costruirono una necropoli, utilizzata anche dai romani e più tardi usata come cava. Nel medioevo alla base del colle sorse la chiesa di San Bardilio, in stile romanico pisano.
Sulla cima del colle, nel 1324, gli aragonesi costruirono una cittadella fortificata, dove si installarono per assediare Castel di Castro. La cappella del castello aragonese divenne successivamente santuario mariano, dove è tuttora custodita la statua della Madonna di Bonaria. La cittadella fortificata fu per due anni dal 19 giugno 1324 al 10 giugno 1326 la prima capitale del Regno di Sardegna.
Oggi il quartiere è densamente popolato e, oltre ad alcune pregevoli villette, si trovano numerosi alberghi e palazzi.

## Toponimo
Il nome "Bonaria" è il termine italianizzato derivante dal catalano bon aire (aria buona), con cui gli aragonesi ribattezzarono il colle dove fondarono la loro colonia nel XIV secolo. Questo nome successivamente si legò alla statua della Vergine, rinvenuta nel 1370 e custodita nell'antica cappella del castello, dal 1335 sede del convento dei frati Mercedari.
Nel 1536, il conquistador Pedro de Mendoza chiamò la città da lui fondata in America del sud "Ciudad del Espíritu Santo y Puerto Santa María del Buen Ayre", per sciogliere un voto fatto alla Madonna di Bonaria, considerata dagli spagnoli patrona dei naviganti (si tratta di quella che oggi è la città di Buenos Aires, capitale della Repubblica Argentina).

## Monumenti e luoghi d'interesse

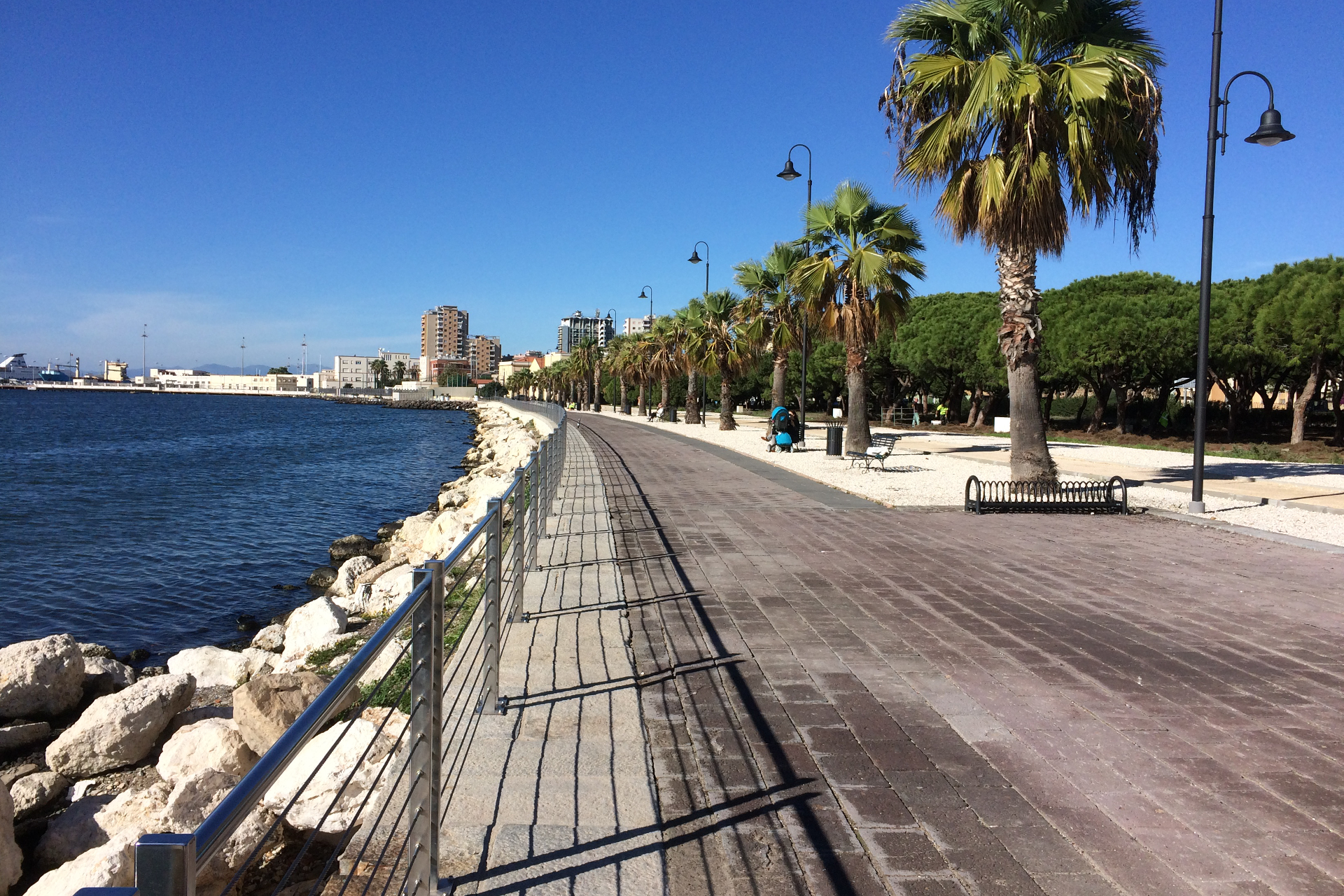
Il lungomare Su Siccu

- Santuario e basilica di Bonaria, complesso religioso edificato tra il 1324 e il XX secolo.
- Convento dei Mercedari e museo di Bonaria.
- Cimitero monumentale di Bonaria, camposanto ottocentesco con pregevoli esempi di arte funeraria.
- Parco del colle di Bonaria, area verde dove si trovano alcune grotte dell'antica necropoli punico - romana e da cui si gode di vedute panoramiche sulla città.

## Evoluzione demografica
Abitanti censiti